# Wilken von Endorp
Wilken von Endorp (in tedesco Wilhelm von Nindorf, Willeken von Schurborg o ancora Villikn de Endorp) (Nindorf, XIII secolo – 26 marzo 1287) fu Gran Maestro dell’Ordine di Livonia dal 1282 al 1287, anno in cui fu ucciso il 26 marzo in battaglia contro i semgalli alla guida del suo esercito nella battaglia del Garoza, un fiume che scorre nel centro-sud dell’odierna Lettonia.

## Biografia

### Le origini
Wilhelm von Nindorf proveniva da una ricca famiglia in stretti legami con l'Arcidiocesi di Brema: nacque a Nindorf, nel nord dell’attuale Germania.
Nel 1281, divenne comandante delle truppe che stazionavano presso Viljandi (Fellin). L’anno successivo, divenne anche il Landmeister dell'Ordine livoniano, subentrando a Mangold von Sternberg che partì per la Prussia. Ricoprì tale ruolo fino alla sua morte per poco più di un lustro.

### Gran Maestro dell’Ordine di Livonia
Il Gran Maestro manifestò subito le sue intenzioni di conquistare la Semigallia. Il contesto in cui Wilken von Endorp dovette operare era quello della crociata livoniana. Per contrastare gli attacchi dei semigalli e dei lituani in Livonia, il Gran Maestro ordinò la costruzione di un nuovo castello su una collina presso Tērvete (Heiligenberg), al tempo occupata dalle popolazioni locali. Nel corso del 1287, durante un periodo di digiuno ecclesiastico, i semgalli attaccarono Riga di notte, sorprendendo le unità difensive e bruciando gli accampamenti dell’Ordine, oltre ad uccidere chiunque fosse nei passaggi. Dopodiché, si spostarono rapidamente dall’insediamento. A tale incursione seguì un contemporaneo assalto verso il castello di Ikšķile (Uxküll) e un incendio del villaggio circostante. Wilhelm von Nindorf e un gruppo di cavalieri si precipitarono a Ikškilė per aiutare nei combattimenti l'equipaggio del castello ma, non trovando più il nemico nelle posizioni che gli erano state indicate, si lanciarono nelle campagne, credendo le popolazioni locali fossero in ritirata. I cavalieri si spinsero fino al fiume Garoza (Grose), dove il 26 marzo 1287 i semigalli prepararono un agguato per sorprendere i crociati nella foresta. Questi ultimi furono circondati e sopraffatti: nello scontro, perse la vita anche Wilken von Endorp.